# Bloomington (Nebraska)
Bloomington es una villa ubicada en el condado de Franklin en el estado estadounidense de Nebraska. En el Censo de 2010 tenía una población de 103 habitantes y una densidad poblacional de 49,96 personas por km².

## Geografía
Bloomington se encuentra ubicada en las coordenadas 40°5′38″N 99°2′18″O / 40.09389, -99.03833. Según la Oficina del Censo de los Estados Unidos, Bloomington tiene una superficie total de 2.06 km², de la cual 2.06 km² corresponden a tierra firme y (0%) 0 km² es agua.

## Demografía
Según el censo de 2010, había 103 personas residiendo en Bloomington. La densidad de población era de 49,96 hab./km². De los 103 habitantes, Bloomington estaba compuesto por el 97.09% blancos, el 0.97% eran afroamericanos, el 0.97% eran amerindios, el 0% eran asiáticos, el 0% eran isleños del Pacífico, el 0% eran de otras razas y el 0.97% pertenecían a dos o más razas. Del total de la población el 0% eran hispanos o latinos de cualquier raza.